# Radlsee

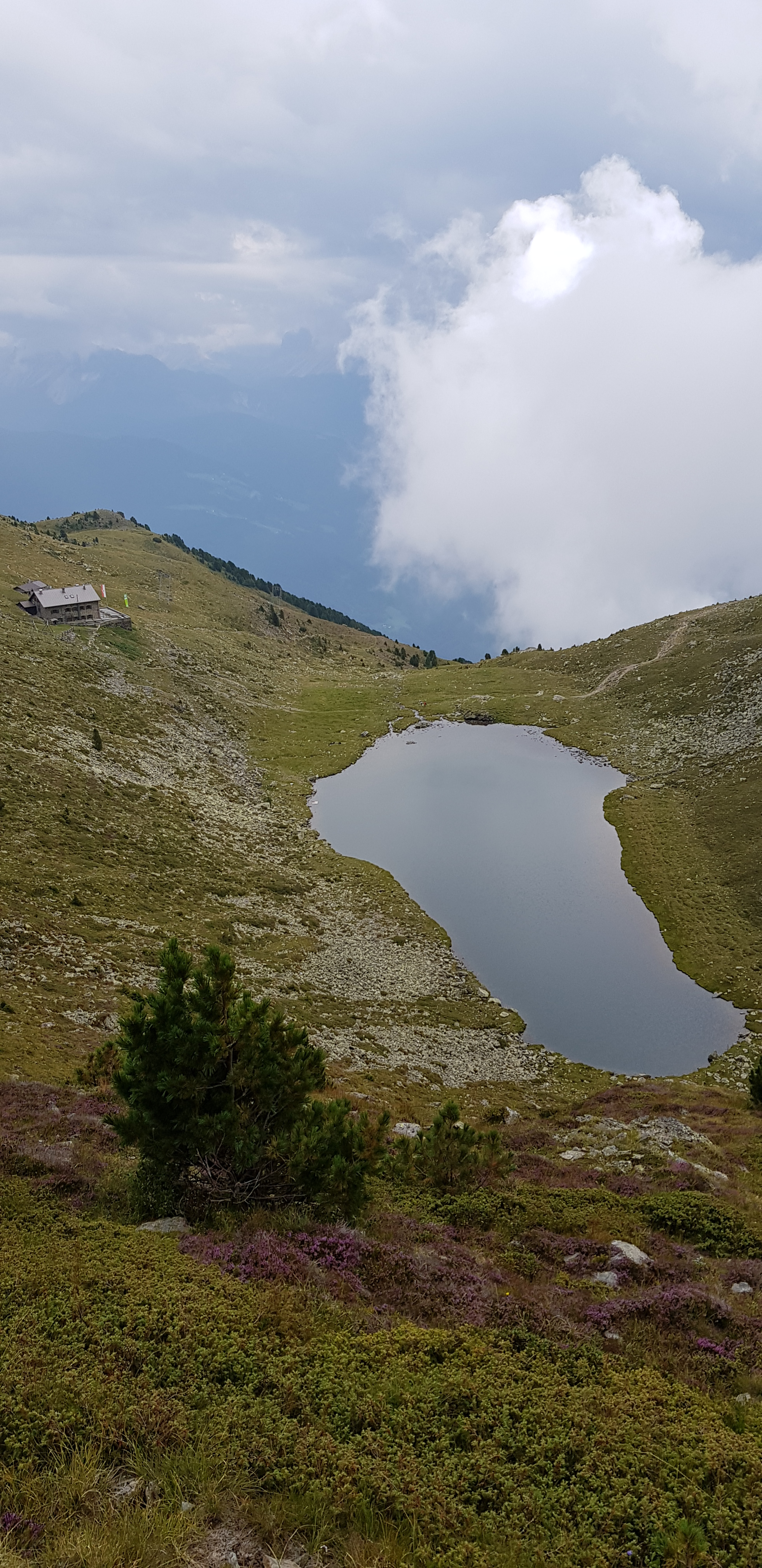
Blick auf den Radlsee und die Radlseehütte von der Königsangerspitze (2019)

Der Radlsee (italienisch Lago Rodella) ist ein Bergsee in den Sarntaler Alpen in Südtirol. Er befindet sich westlich oberhalb von Brixen auf dem Gebiet der Eisacktaler Gemeinde Feldthurns. Er liegt auf 2250 m s.l.m. direkt zu Füßen der Königsangerspitze. Es ist ein kleiner (180 m lang und 70 m breit) und nur knapp 6 m tiefer Bergsee, jedoch groß genug, um See- und Bachsaiblingen Lebensraum zu bieten. Knapp oberhalb des Sees liegt auf 2280 m Höhe die Radlseehütte, die eine Einkehrmöglichkeit bietet. Volksetymologisch wird der Name des Sees durch eine Sage erklärt, nach der ein im Durnholzer See versunkenes Pflugrad im Radlsee wieder zum Vorschein gekommen sei.